# Bas Meeuws
Bas Meeuws (Heerlen, 1974)  is een Nederlands fotograaf die onder andere de 17e-eeuwse traditie van de bloemstillevens op een hedendaagse manier verder zet.

## Biografie
Meeuws is autodidact en fotografeert sinds 2010 individuele bloemen en stelt daarna boeketten samen.
In 2013 had Meeuws zijn eerste museumexpositie in het Westfries Museum in Hoorn, waarna er meer volgden waaronder de tentoonstelling in 2019 bij Museum Jan in Amstelveen.
Na de vliegramp met de MH17 in 2014 creëerde Meeuws een fotografisch kunstwerk met materialen verzameld op de plek van de ramp in Oekraïne. Naast (zonne)bloemen werden ook stenen en grond gebruikt. Driehonderd prints van het kunstwerk zijn met behulp van Fonds Slachtofferhulp verspreid onder de nabestaanden van de ramp. Een jaar na de ramp organiseerde Museum Jan een tentoonstelling ter nagedachtenis aan de Amstelveense slachtoffers.
Andere werken die Meeuws in opdracht maakte:
- Zicht op Rotterdam – Maasstad Ziekenhuis, Rotterdam (2020)[5]
- Impossible Bouquets – Diptyque Paris X Bas Meeuws (2019)
- ‘De lieve lent by wintertijd’, Rijksmuseum Muiderslot, Muiden (2017/2018)
- ‘The sacrament of miracle’, Broederschap van het Heilige Sacrament, Hasselt (B) (2016)[6]
- Untitled (#106), 130 x 130 cm, edition of 4, Emma’s Fun(d)raising night, Emma Kinderziekenhuis, Amsterdam (2014)

In 2022 en 2023 exposeerde Meeuws in het Dordts Patriciërshuis.